# D-arabinitol dehidrogenaza (NADP+)
D-arabinitol dehidrogenaza (NADP+) (EC 1.1.1.287, NADP+-zavisni D-arabitol dehidrogenaza, ARD1p, D-arabitol dehidrogenaza 1) je enzim sa sistematskim imenom D-arabinitol:NADP+ oksidoreduktaza. Ovaj enzim katalizuje sledeću hemijsku reakciju
(1) -arabinitol + + {\displaystyle \rightleftharpoons } -ksiluloza + +
(2) -arabinitol + + {\displaystyle \rightleftharpoons } -ribuloza + +
Enzim iz gljive Uromyces fabae može da koristi D-arabinitol i D-manitol kao supstrate u direktnoj rekciji, i D-ksilulozu, D-ribulozu i, u manjoj meri, D-fruktozu kao supstrate u reverznom smeru. Ovaj enzim izvodi reakcije EC 1.1.1.11, D-arabinitol 4-dehidrogenaze i EC 1.1.1.250, D-arabinitol 2-dehidrogenaze, ali za razliku od njih, koristi + umesto NAD+ kao kofactor. D-Arabinitol ima sposobnost eliminisanja reactivnih kiseoničnih molekula u okviru odbrambenih reakcija biljki.

## Literatura
- Nicholas C. Price; Lewis Stevens (1999). Fundamentals of Enzymology: The Cell and Molecular Biology of Catalytic Proteins (Third изд.). USA: Oxford University Press. ISBN 019850229X.
- Eric J. Toone (2006). Advances in Enzymology and Related Areas of Molecular Biology, Protein Evolution (Volume 75 изд.). Wiley-Interscience. ISBN 0471205036.
- Branden C; Tooze J. Introduction to Protein Structure. New York, NY: Garland Publishing. ISBN 0-8153-2305-0.
- Irwin H. Segel. Enzyme Kinetics: Behavior and Analysis of Rapid Equilibrium and Steady-State Enzyme Systems (Book 44 изд.). Wiley Classics Library. ISBN 0471303097.
- William P. Jencks (1987). Catalysis in Chemistry and Enzymology. Dover Publications. ISBN 0486654605.

## Spoljašnje veze
- D-arabinitol+dehydrogenase+(NADP+) на 